# Bojan Tokić
Bojan Tokić, slovenski namizni tenisač bosanskega rodu, * 13. januar 1981, Jajce, Jugoslavija.
Tokić je za Slovenijo nastopil na poletnih olimpijskih igrah v Pekingu leta 2008, Londonu leta 2012 in Riu de Janeiru leta 2016. Na prvih dveh igrah se je uvrstil v tretji krog tekmovanja, leta 2016 pa v četrti krog. Na evropskih prvenstvih je osvojil dve bronasti medalji med dvojicami ter po eno v posamični in ekipni konkurenci.